# Jack Reed, l'incorruptible
Pour plus de détails, voir Fiche technique et Distribution.
Jack Reed, l'incorruptible (Jack Reed: Badge of Honor) est un téléfilm policier américain diffusé en  1993 sur NBC réalisé par Kevin Connor. C'est la suite du téléfilm Illusion fatale (Deadly Matrimony) diffusé en 1992, dans la série des aventures de Jack Reed (en).

## Synopsis
Ayant la mission d'enquêter sur l'assassinat d'une mère, le sergent Jack Reed rencontre un milieu de mensonges, de corruption et de meurtres.

## Fiche technique
- Titre : Jack Reed, l'incorruptible
- Titre original anglais : Jack Reed: Badge of Honor
- Réalisation : Kevin Connor
- Scénario : Andrew Laskos
- Musique : Lee Holdridge
- Production : Walter Coblenz, Andrew Laskos et Art Schaefer pour The Kushner-Locke Company et Multimedia Motion Pictures
- Montage : Barry Peters et Noel Rogers
- Photographie : Rick Bota
- Pays de production :  États-Unis
- Langue originale : anglais
- Genre : Film policier
- Durée : 96 minutes
- Première diffusion : 12 novembre 1993 sur NBC

## Distribution
- Brian Dennehy :  sergent Jack Reed
- Susan Ruttan : Arlene Reed
- Alice Krige : Joan Anatole
- R. D. Call : lieutenant Lloyd Butler
- Amy Aquino : Sharon Hilliard
- Jo Anderson : Wendy Simmons
- Byron Minns
- Neal McDonough
- Justin Burnette : John Reed Jr.
- Michael Talbott : Eddie Dirkson
- Joey Zimmerman : Greg Travis
- Michele Lamar Richards : Molly
- William Sadler : Anatole
- Udo Kier : Giles Marquette
- Amber Benson : Nicole Reed
- Angela Alvarado : Marie Sanchez
- Peter Crook : Ross Dunbar
- Juanita Jennings : Dr Laura Wheeler
- Barbara Tarbuck : Dora Ferro
- Bruce French : sénateur Marik
- Bill Bolender : Stan Howell
- Alan Wilder (en) : Billy
- Kenneth Danziger : Dr Ben Gregg
- Shane Powers : Nick Marik
- Robert Nadir : technicien
- Maray Ayres : Ruthie Lambert
- Alan Shearman : Procureur
- Chuck Hicks : sergent Hunter

## Téléfilms de la série Jack Reed
- 1992 : Illusion fatale (Deadly Matrimony), réalisé par John Korty
- 1993 : Jack Reed, l'incorruptible (Jack Reed: Badge of Honor), réalisé par Kevin Connor
- 1994 : Jack Reed, le bras de la justice (Jack Reed: A Search for Justice), réalisé par Brian Dennehy
- 1995 : Jack Reed, les contes meurtriers (Jack Reed: One of Our Own), réalisé par Brian Dennehy
- 1996 : Jack Reed, mort et vengeance (Jack Reed: Death and Vengeance), réalisé par Brian Dennehy